# Nicola Costantino (Ingenieur)
Nicola Costantino (* 1951 in Bari) ist ein italienischer Ingenieur. Er war Direktor des Politecnico di Bari und Direktor des Wasserversorgungsunternehmens Acquedotto Pugliese.

## Leben
Nicola Costantino schloss 1975 sein Studium der Elektrotechnik an der Universität Bari mit Auszeichnung ab. Anschließend wurde er Assistent und Vertragsprofessor für Wirtschaftswissenschaften und Unternehmensorganisation. 1987 wurde er Professor für Wirtschaftsingenieurwesen an der Universität Salerno; seit 1991 unterrichtet er am Politecnico di Bari, wo er seit 2002 an der 1. Fakultät für Ingenieurwissenschaften tätig ist. Am 1. Oktober 2009 wurde er zum Rektor des Polytechnikums gewählt und trat 2013 aufgrund von Differenzen mit dem Verwaltungsrat überraschend zurück. Die Aktionäre von Acquedotto Pugliese wählten Costantino 2014 zum Vorsitzenden des Wasserversorgers. Als er die Wasserabgabe um 6 Prozent erhöhen wollte, verweigerten die Aktionäre ihre Zustimmung. Daher verließ er im Januar 2016 den Vorstand.